# 中華民国海軍陸戦隊
中華民国海軍陸戦隊（ちゅうかみんこくかいぐんりくせんたい、中華民國海軍陸戰隊）は、揚陸、上陸阻止、領土奪還、台湾本島及び外島、離島の防衛、軍事施設警備等を任務とする、中華民国海軍の陸上戦闘部隊（海兵隊）である。英語表記は”Republic of China Marine Corps”であり、日本の書籍では、「中華民国海兵隊」との表記も見られる。

## 沿革
既存の新建陸軍兵力がおおむね引き継がれた陸軍とは異なり、清海軍や革命軍の編成した陸戦隊は後の代に引き継がれることなく解散した。そのため、北洋政府の陸戦隊はゼロからのやり直しであった。1912年4月、警衛隊が成立。中隊規模であった徐々に規模を増やして1914年には2個営（大隊）に改編され、北京、上海に駐留した。なお、このほかにも臨時編成された「陸戦団」と呼称されていたようである。
1922年、海軍総司令官に福建出身の杜錫珪が就任。そのころ、福建では督軍・李厚基が安徽派や護法軍政府の圧力を受け、急速にその権力に綻びを見せてつつあった。加えて、かねてより李と彼の寵臣であった警察長官王献臣の圧政に苦しんでいた民衆も暴動を起こし、内憂外患の様相を呈していた。そこで杜は、兵力のほとんどを福建平定に派遣。以後、陸戦隊は臧致平の造反や許崇智ら護法軍政府と対峙しつつ、直隷派の防衛線たる福州を孫伝芳とともに維持。杜錫珪の庇護を受けて着実に勢力を伸ばし、2年の間に1個旅団規模まで成長していた。
しかし、1924年（民国13年）9月の第二次奉直戦争にて直隷派が敗北すると杜錫珪も失脚。後ろ盾を失った陸戦隊は新たに海軍総長となった林建章に圧力を加えられ、翌1925年5月には楊砥中が処刑され、10月には一個大隊にまで縮小させられてしまう。翌年、杜に近い立場の楊樹荘が海軍総長に就任したことで旅団が復活。その年末には福建を制圧した国民革命軍に対し、楊の意向もあり迅速に帰順、孫伝芳軍の掃討に参加している。
一方の広東軍政府では、「中華革命黨海軍陸戰隊」が袁世凱陸戦隊司令であった楊虎が就任した。第一次護法運動の失敗で孫文が広州を離れたのち、林葆懌らによって拡充が行われたが、陳炯明の反乱により接収され消滅する。その後1924年に再興され、2個団（連隊）にまで成長していたが、張太雷ら中共党員の引き起こした広州暴動に陸戦隊の兵士も参加していたことが発覚したため解散、楊樹荘の積極的な軍閥側であった元駐閩陸戦隊を充てることとなった。しかし、国民政府成立後、陸軍や空軍のような大規模な改革が海軍で行われることもなく、主力艦艇の壊滅後は目立った活躍もなく、各部隊は戦後に解散、陸軍に編入させられている。そのため、陸戦隊が今のような形となったのは戦後になってからである。

## 年譜
北洋海軍陸戦隊
- 1912年4月 - 北洋政府海軍部、警衛隊を設立。初期編制は2個区隊で8個排（小隊）を共有。管帯は林鎔禧。第1区隊長は范銘升、第2区隊長は宋槐清。
- 1913年
  - 2月 - 2個連（中隊）に拡充。第1連連長は邱官平，第2連連長は游兆麟。
  - 6月 - 警衛隊、上海高昌廟鎮を拠点とする[3]。
- 1914年12月 - 中華民国海軍部警衛隊、海軍陸戦営（大隊）に改編
- 1918年
  - 2月 - 陸戦営、1個機槍連（機関銃中隊）を増設。連長は陳揚琛。
  - 7月 - 招募した新兵で4個連を増設し、第2営が成立。第1営営長は孔祥雲、第2営営長は林鎔禧。第1営は北京、第2営は上海高昌廟海軍總司令部および海軍江南造船所、馬尾造船所の警衛任務に当たる。なお、総兵力は2個営8連、ならびに各営につき1個機槍連。
- 1919年 - 江防海陸戦隊編成[4]

閩系海軍陸戰隊
- 1922年
  - 10月 - 杜錫珪、福建平定のため第二艦隊司令部副官の楊砥中を統帯とし、陸戦隊の第1営および第2営隷下の3個連兵力を福建に派遣[5]
  - 11月 - 馬尾警備司令部成立
- 1923年
  - 1月 - 駐閩陸戦隊を拡充し、福州南台中州水亭厘局にて海軍陸戦隊統帯部が成立。統帯は楊砥中、参謀長は黄懋和。第1営営長は林忠、第2営営長は馬坤貞
  - 5月 - 海軍陸戦隊統帯部、暫編第1混成旅に改編。第1団団長は馬坤貞、第2団団長は林忠。また同時期、独立団（団長：林志棠）および砲兵、工兵、機關槍、迫撃砲等各1個連を増設。隷下部隊は8個歩兵営および機関槍と山砲各1個営となり、以降陸戦隊の基本単位は「営」になる[6]。
  - 10月 - 第1混成旅、正式に成立。
- 1924年
  - 4月 - 長門砲台（中国語版）にて海軍陸戦隊講武学校が開校。校長は楊砥中、監督は李世甲、教育長は薩君豫
  - 5月 - 厦門を占領。海軍閩廈警備司令部衛隊営（営長：莊宗周、隷下4個連）成立。特別歩兵団独立第3営を拡充し歩兵第3団として編入、団長は黄懋和参謀長が兼任（のち林志棠）。砲兵連は砲兵営（営長：洪貞銘）に拡充。その後、砲兵営を2個から3個連（野砲1連、山砲2連）に拡充。この外、旅部直属部隊も拡充された。駐留地に福清、連江、長樂、平潭等を追加
  - 6月 - 海軍陸戦隊講武学校、「海軍陸戦隊軍官研究班」と改名、陸戦隊の下級軍官を招集し再訓練を行う。また、新規軍官の養成教育のため学生隊を増設[7]
  - 8月 - 孫伝芳指揮下の駐福州福建陸軍第一独立団（団長：林壽國）を編入し海軍陸戦隊第一混成旅歩兵独立団へと改編
    - 第1営営長：林鋆
    - 第2営営長：林耀棟
    - 第3営営長：林秉周
    - 機関銃連および迫撃砲連、のち1個歩兵営増設。

これにより、4個団制となる。莆田、仙游等の地に分駐
- 1925年
  - 2月 - 楊砥中、汚職のため林建章海軍総長の命により逮捕され処刑。第2団長の林忠が旅長代理となる[8]
  - 3月 - 第一混成旅歩兵独立団、第一混成旅歩兵第3団へと改編。林壽國が再び団長となり、福州、寧德地区に駐屯[9]
  - 10月 - 第一混成旅、段祺瑞の命を受け解体。残存兵力は陸戦大隊に縮小される。隷下に2個支隊を有し、一支隊長は林忠、二支隊長は林壽國。大隊長は海軍総司令の楊樹荘が兼任[10][4]
- 1926年
  - 1月8日 - 陸戦大隊、第一混成旅に復編
  - 11月 - 北洋海軍第1艦隊司令兼駐閩廈警備司令・陳季良、国民革命軍に帰順
  - 12月 - 第一混成旅、楊樹荘の命を受け「国民革命軍海軍陸戰隊司令部」を成立。司令は林壽國（17年1月以降は楊廷英）、第1団（団長：金振中）及び第2団（団長：邱振武）等2個団を管轄
- 1927年
  - 1月 - 寧徳市の福建陸軍第11混成旅（旅長：王麟）残存兵力を接収、2個暫編独立団とする。第1団団長は沈珂、第2団団長は沈国英[4]。
  - 3月 - 第2団（長：金振中）全団及び陳德堃の1個営を上海に派遣
  - 8月 - 2個混成旅および4個団を編制。林忠を陸戦隊第1混成旅旅長とし、陸戦隊第1混成旅隷下の歩兵第3団を拡充して新たに陸戦隊歩兵第1旅を編成、歩兵第3団には新編第1・第2の2個独立団を合併縮編させ充てた[11]
  - 11月 - 陸戦隊第1混成旅、省城福州に駐屯、旅長の林忠が省防司令兼任。陸戦隊歩兵第1旅は閩南の匪賊討伐にあたる。
  - 12月 - 楊樹荘、林国賡（中国語版）を漳廈警備司令に任じ、福州、廈門の警備に当たらせる

東北海軍陸戦隊
1928年12月成立。第1大隊長は張赫炎、第2大隊長は李潤青。各大隊は4個中隊を擁し、各中隊は3個分隊を擁する。1個大隊約600人と陸軍にも匹敵する規模で、青島、煙台、長山八島、吉林および黑龍江省沿江などに広く駐留していたが、中東路事件の10月12日に同江之役にて第1大隊が壊滅、1930年11月24日、「中華民国海防陸戦隊」と称し、1931年には補充大隊（大隊長：尹祚乾）を増設するなど再起を図るも、満州事変で消滅した。その後、青島にて再興を果たすが、日中戦争勃発に伴う華北の制圧によって青島を追われた。
青島海軍陸戦隊
第三艦隊に隷属。
- 1928年東北海軍陸戦隊の一部隊として設立
- 1931年 - 東北海軍残存兵力に統合される
- 1933年7月 - 第2大隊増設
- 1935年 - 大隊を営と改称。
- 1936年2月 - 陸戦支隊に改称し陸戦支隊司令部成立。司令は張赫炎。第1営（営長：張赫炎兼任）及び第2営（営長：李潤青）
- 1937年
  - 年初 - 第3艦隊教導総隊と合併。大隊制復活
  - 7月 - 海軍陸戦総隊
- 1939年 - 特種兵総隊に改編。

護法軍海軍陸戦隊/国民革命軍海軍陸戦隊
- 1915年12月 - 広州にて「中華革命党海軍陸戦隊」成立。司令は楊虎、孫祥夫[13]
- 1917年7月 - 孫文、広東省省長・朱慶瀾に「省長親軍」の20個営編成を要請。陳炯明を司令として海軍陸戦隊が設立するが、陳炳焜により広東省警衛軍に改編[14]
- 1918年5月 - 3個営の「民軍」を陸戦隊に改編。護法海軍総司令部参謀および同安艦艦長・饒鳴鑾が陸戦隊統領を兼任、海軍司令部警衛隊1個営（営長：梁渭華）併設
- 1919年3月 - 陸戦隊統領を陸戦隊司令と改称、鈕永健が司令就任
- 1920年
  - 7月 - 陸戦隊司令を陸戦隊総指揮と改称、李綺が総指揮就任
  - 7月15日 - 陸戦隊総指揮の名称を陸戦隊司令に戻す。陳策が司令就任
- 1922年4月 - 正式名称を「護法軍政府大元帥府（大本営）海軍陸戦隊」と改称
- 1922年6月 - 陳炯明により陸戦隊接収。「広東省警衛軍」と改称
- 1924年秋 - 広東海軍、陸戦隊を新編。2個支隊及び2個独立連を擁する
- 1927年12月17日 - 広州暴動に陸戦隊の兵士も参加していたことが発覚したため暴動平息後、陸戦隊解散

国民革命軍海軍陸戦隊歩兵第一旅
- 1927年8月 - 福建海軍陸戦隊第一混成旅歩兵第三団を改編。旅長は林壽國。
- 1927年11月 - 混成旅に改編、隷下3個団。旅長：林忠。
- 1928年2月 - 解消、第二独立旅に再編[15]。

国民革命軍海軍陸戦隊歩兵第二旅
- 1927年8月 - 歩兵独立団を拡充し成立。
- 1927年11月 - 混成旅に拡充、隷下2個団。旅長は林壽國。
- 1929年 - 解消、第一独立旅に再編。

国民革命軍海軍陸戦隊歩兵補充団
- 補充第一団：1927年末、閩廈警備司令部衛隊営を改編。団長は莊宗周。廈門、金門及び東山島一帯に駐留
- 補充第二団：1928年末、閩南沿海各県の鹽務緝私隊を改編。団長は何心浚。同安、馬巷、安海、蓮河一帯に駐留。1929年11月以降財政部の帰属となる
- 第三補充団：1928年2月成立
- 第四補充団：1928年2月成立
- 砲兵営：1928年2月成立。

海軍陸戦隊第一独立旅
- 1929年編成。旅長：林忠。
- 1930年7月 - 金振中が旅長就任、のち楊廷英[15]
- 1933年10月 - 海軍廈門要港護砲台教導総隊を併入し、補充営に改編。
  - 年末 - 司令部を南京に移転[15]、間もなく馬尾要港司令・李世甲が旅長を兼任したため福建に戻る[15]。
- 1934年
  - 1月 - 第三団を解散し、人員を第一、二団に異動。
  - 12月4日，與第一獨立旅互換番號。
- 1936年 - 第三団復活。
- 1938年4月 - 補充営解散
- 1945年6月 - 解散、陸軍に編入。

海軍陸戦隊第二独立旅
- 1929年編成。
- 1936年 - 裁軍法處。
- 1938年8月8日 - 海軍陸戦隊新兵訓練所を設置。
- 1945年6月 - 解散、陸軍に編入。（第四団のみ1946年解散）

海軍警備隊
- 1945年8月 - 上海にて成立、9個連を管轄。隊長：葉寶琦。のち陸戦隊に編入。

整編時期
- 1946年 - 世界情勢に配慮して、中華民国陸軍が設立
- 1947年 - 国共内戦激化し、9月16日福建省福州馬尾に6個中隊を隷下に置いた海軍陸戦隊大隊が発足
- 1948年 - 陸戦第1、第2、第3連隊を海軍警衛連隊に統合
- 1949年 - 陸戦第2旅団と上海陸戦隊司令部を成立。同年舟山市と海南島を防衛するため定海区に移転。次に中華民国政府は台湾に移り、高雄市左営区に集中させた。
- 1950年から1952年9月 - 前後して運輸車第1、第2大隊と海軍陸戦隊学校を増編
- 1953年6月 - 南ベトナムフーコック島奪還のため富台部隊を編制
- 1955年1月 - 陸戦第2旅団と陸軍第45師団を陸戦第1師団に統合、作戦勤務連隊及び新兵訓練中心を増設。11月に陸軍第780捜索連隊を本隊として創設
- 1957年4月 - 陸戦隊士官学校が成立し、6月には艦隊陸戦隊司令部が成立
- 1959年 - 新兵訓練営、新兵訓練中心に拡大
- 1962年3月 - 警衛第1連隊成立
- 1965年2月 - 警衛第2連隊成立
- 1966年9月 - 陸戦第1旅団と陸軍第81師団を陸戦第2師団に統合
- 1967年 - 登陸戦車指揮部成立
- 1968年9月 - 艦隊陸戦隊司令部を解散し、恒春基地指揮部成立
- 1969年3月 - 将戦車指揮部を登陸戦車団に変更
- 1969年3月 - 新兵訓練中心と三軍聯訓基地指揮部を陸戦第77師団に統合
- 1971年6月 - 陸戦隊検診所を陸戦隊医院に拡大、同時に憲兵連成立
- 1974年4月 - 恒春訓練基地を三軍聯訓基地に拡大
- 1975年 - 戦勤団基地工廠を陸戦隊専用装備総合基地工廠に拡大
- 1981年 - 特種勤務隊と第2陸戦師団対戦車中隊成立
- 1983年5月 - 戦勤連隊保養大隊と保養小隊を工兵戦車保養中隊に統合
- 1984年7月 - 陸戦第77師団を解散し、三軍聯訓基地指揮部及び新兵訓練中心に戻す
- 1985年4月 - 空観隊解散し、10月に陸軍船舶大隊駁車中隊を本隊として創設、両棲駁運車中隊第1、第2中隊として命名
- 1986年1月 - 海軍陸戦隊学校及び陸戦隊士官学校を合併、7月に陸戦隊医院を改編し医務所とする、9月に勤戦勤連隊岸勤第99大隊を改編し、第2陸戦師団岸勤大隊とし、並びに第2陸戦師団化学兵大隊成立
- 1987年9月 - 空軍防砲第209大隊第4中隊及び空軍防砲第211大隊第2中隊を本隊として改隷し、第2師団砲兵連隊を編入
- 1988年7月 - 豫劇隊の編成が命令され、9月に政治作戦中隊が編成される
- 1995年12月 - 豫劇隊は教育部として改隷される
- 1997年7月 - 精実案が施行され、司令部15個処、組、轄陸戦旅団、守備旅団、基地警衛旅団、烏坵指揮部、新兵訓練指揮部、両棲偵捜大隊、登陸戦車大隊、補保大隊、工岸大隊、通信電子大隊、総合補修工廠、隊部大隊等を13個単位、管制海軍陸戦隊学校、三軍総訓基地を2個単位として本隊に再編した。
- 2004年4月 - 精進案が施行され、第一段階として新兵訓練指揮部と国防部後備司令部に移動、補保大隊弾薬中隊を聯合後勤司令部に移動
- 2005年1月 - 海軍三軍聯合作戦訓練基地指揮部を本隊に移動、海軍水中爆破大隊を両棲偵捜大隊に移動、海軍灘岸勤中隊、装備中隊を工岸大隊に移動。4月に陸戦旅団、守備旅団を陸戦先鋒第66旅団、陸戦第99旅団に名称変更。7月に基地警衛旅団を陸戦第77旅団に名称変更、工岸大隊を灘岸勤務大隊に名称変更、通信電子大隊を通資電大隊に名称変更
- 2006年3月 - 海軍陸戦隊司令部を海軍陸戦隊指揮部に名称変更

## 組織
現在、陸戦隊は中華民国海軍の下に置かれ、人員は約9000人である。陸戦隊員は、中華民国海軍陸戦隊学校で育成され、有事の際には迅速に行動できるようになっている。また、陸戦隊志願者の中から対ハイジャックや対テロ等の任務に就く海軍陸戦隊特勤隊が台湾南部に編制されている。現在、中華民国では軍の兵力削減が進んでおり、海軍陸戦隊については解体して陸軍に編入するという話が出ているが、政府は否定している。
- 中華民国海軍司令部
  - 海軍陸戦隊指揮部
    - 陸戦旅団（3個旅団） 
      - 陸戦第66旅団「先鋒部隊」
      - 陸戦第99旅団「鐵軍部隊」
      - 陸戦防空警衛群（2013年11月2日、陸戦第77旅団から改編）「鐵衛部隊」

    - 直属専業大隊（3個大隊） 
      - 両棲偵捜大隊
      - 登陸戦車大隊
        - 支援中隊
        - 第一運輸中隊
        - 第二運輸中隊
        - 第三運輸中隊
        - 第四運輸中隊
        - 第一砲車中隊
        - 第二砲車中隊

      - 戦闘支援大隊（8個中隊）
        - 通電中隊
        - 通資中隊
        - 灘勤中隊
        - 岸勤中隊
        - 衛勤中隊
        - 補保中隊
        - 運輸中隊
        - 支援中隊(原:隊部大隊)

    - 烏坵守備大隊
    - 三軍聯訓基地
    - 海軍陸戦隊学校
    - 海軍陸戦隊新訓中心

## 装備

### 戦車
- M60A3戦車

### 水陸両用装甲車
- LVTP-5
- LVTH6-A1
- LVTE1
- LVTR1
- LVTP5A1
- AAV7
- CM-25

### 対戦車車両
- CM-25

### 戦闘車輌
- M998
- CM-24

### 後方支援車輌
- 中型戦術輪車
- 2500ガソリン車

### 火砲
- M101榴弾砲

### 自走榴弾砲
- M109自走榴弾砲

### ヘリコプター
- マクドネル・ダグラスMD 500 ディフェンダー（英語版）

### 無人機
- 紅隼Ⅱ 無人偵察機（英語版）

### 機関砲
- T-75 20mm機砲

### 防空
- FIM-92刺針飛弾
  - 連装発射機型も有り｡
- RIM-72C海欉樹飛弾
- MIM-72/M48欉樹飛弾

### 拳銃
- M1911手槍（国軍称45手槍）
- T75手槍

### 短機関銃(サブマシンガン)
- 烏茲衝鋒槍
- MP5A5衝鋒槍
- SIG MPX

### アサルトカービン
- M4A1突撃歩槍

### 自動小銃
- T65K2
- T91戦闘歩槍
- M16A1突撃歩槍

### 狙撃銃
- SIG Sauer SSG 2000（英語版）
- T93狙撃歩槍

### 機関銃
- T75班用機槍
- T74排用機槍

### グレネードランチャー
- T85擲弾発槍

### 対戦車ロケット
- M40A1火砲
- 51式106mm無後座力砲
- 紅隼対戦車ロケット（英語版）
- SMAW反裝甲火箭

### 対戦車ミサイル
- FGM-148 ジャベリン
- TOW-2A,TOW-2B

### 迫撃砲
- 63式120mm迫撃砲
- T-75 81mm迫撃砲

### 自動擲弾銃
- Mk19榴弾発射器

## 旗

軍旗
大将旗
中将旗
少将旗
大佐旗